# Spermacoce cupularis
Spermacoce cupularis är en måreväxtart som först beskrevs av Dc., och fick sitt nu gällande namn av Carl Ernst Otto Kuntze. Spermacoce cupularis ingår i släktet Spermacoce och familjen måreväxter. Inga underarter finns listade i Catalogue of Life.